# شيغيرو مياموتو

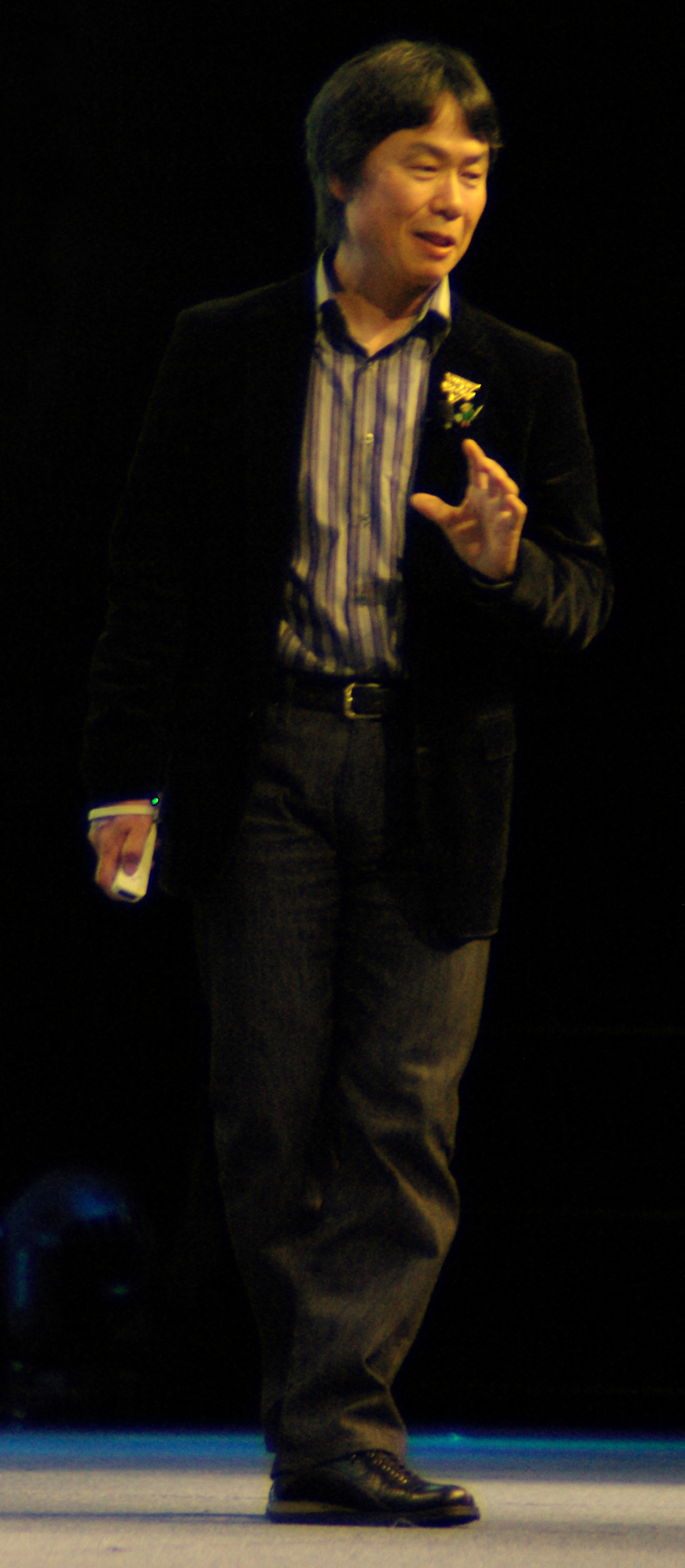
شيغيرو مياموتو

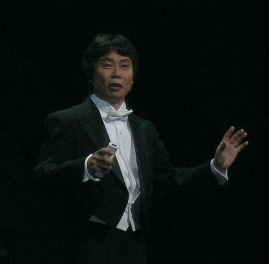
شيجيرو مياموتو في عرض الألعاب الإلكترونية الرسمي لجهاز الوي ؛ 2007

شيغيرو مياموتو (باليابانية: 宮本 茂 ؛ ولادة: 16 نوفمبر (تشرين الثاني)، 1952) هو مصمم ألعاب ياباني من أقدم وأهم الشخصيات في عالم ألعاب الإلكترونية؛ هو المصمم لشخصية ماريو، الشخصية الأكثر شيوعا بين شخصيات ألعاب الإلكترونية. إضافة إلى ذلك، فإن الكثير يعتقد أنه أكثر الناس إبداعا في مجال الألعاب.
الألعاب التي صممها شيغيرو مياموتو عادة مميزة بنموذج تحكماتها والعامِل الميكانيكي، بَداهَة اللعب وحَدْسه، قصة ساذجه، وعوالم الخيال والتي تشجع اللاعبين على الاستكشاف.
في اليابان غالباً ما يلقبوه الناس بـ«ساحر صناعة الألعاب» وكذلك في أمريكا الشمالية بـ«أبو الألعاب الحديثة».
بدأ سيرته مع نينتندو في عام 1977، وصمم سلاسل ألعاب كثيرة مع نفس الشركة مثل «سوبر ماريو»، و«دونكي كونج»، و«أسطورة زيلدا»، و«ستار فوكس»، و«إف-زيرو»، و«بيكمين».

## روابط خارجية
- شيغيرو مياموتو على موقع IMDb (الإنجليزية)
- شيغيرو مياموتو على موقع الموسوعة البريطانية (الإنجليزية)
- شيغيرو مياموتو على موقع ميوزك برينز (الإنجليزية)
- شيغيرو مياموتو على موقع إن إن دي بي (الإنجليزية)
- شيغيرو مياموتو على موقع ديسكوغز (الإنجليزية)
- شيغيرو مياموتو على موقع قاعدة بيانات الفيلم (الإنجليزية)